# المجموعات المسلحة الإسبانية
المجموعات المسلحة الإسبانية (بالإسبانية: Grupos Armados Españoles) كانت منظمة شبه عسكرية إسبانية فاشية جديدة نشطة من 1979 إلى 1980، بشكل أساسي في منطقة إقليم الباسك. تقرير صادر عن مكتب ضحايا الإرهاب التابع لحكومة الباسك في يونيو 2010 نسب 6 جرائم قتل إلى الجماعة، وربطها بفيلق الشرطة الوطنية، وسيسيد والحرس المدني.

## الهجمات
الهجمات المنسوبة إلى الجماعات المسلحة الإسبانية:
- 28 سبتمبر 1979: اغتيال توماس ألبا إيرازوستا عضو مجلس مدينة هيري باتاسونا في دونوستيا في أستيجاراغا.
- 15 يناير 1980: اغتيال كارلوس سالديس كورتا.
- 20 يناير 1980: تفجير ألونسوتيغي، نتج عنه 4 قتلى و10 جرحى.

## صلات مزعومة بقمع فرانكو
جاء في تقرير مكتب ضحايا الإرهاب التابع لحكومة الباسك قالت المخابرات العامة أنها كانت مجموعة جيدة التنظيم، "تصرفت بمستوى عالٍ من التسامح، عندما لم يكن هناك تواطؤ مع قطاعات مهمة من جهاز الشرطة في ذلك الوقت"، مع الاعتراف بذلك وانتقد الإفلات من العقاب وعدم التحقيق في تصرفات الجماعات.